# Synacroloxis dis
Synacroloxis dis är en fjärilsart som beskrevs av Lancelot A. Gozmany 1952. Synacroloxis dis ingår som enda art i släktet Synacroloxis och familjen fältmalar, Scythrididae. Inga underarter finns listade i Catalogue of Life.